# Kameralisme
Kameralisme is de 18de-eeuwse Duitse theorie en methodiek voor het 'verlicht' besturen van een land, een stad of een landgoed, gericht op het maximaliseren van de welvaart en het welzijn van de samenleving. De term kameralistiek slaat meer op de toepassing (door 'kameralisten'), en is vooral gebruikelijk als naam van de boekhoudkundige methode die in Duitstalig Europa tot ver in de twintigste eeuw werd gevolgd. De kameralistiek is daar in de late twintigste eeuw meer en meer verdrongen door het internationaal meer gebruikelijke systeem van het dubbel boekhouden.

## Kameraalwetenschap
Het kameralisme is een kenmerkend onderdeel van de Verlichting, de grote intellectuele revolutie van de 18de eeuw. Het gaat ervan uit dat goed besturen niet afhangt van de persoonlijke inzichten, ingevingen en grillen van de vorst of landgoedeigenaar, maar dat het een zaak is van heel rationeel handelen. Alleen wie doorziet dat besturen systematisch moet gebeuren, met een scherp inzicht in de samenhang van oorzaken en gevolgen, kan zorgen voor economische voorspoed en sociale zekerheid. Voor de opleiding van hoge ambtenaren die de principes van het verlichte, rationele bestuur konden toepassen stelde de koning van Pruisen Friedrich Wilhelm I (1688-1740) bij de universiteit van Halle-Wittenberg en die van Frankfurt aan de Oder een leerstoel Kameralwissenschaft in. Justus Christoph Dithmar, hoogleraar in Frankfurt, publiceerde in 1731 een handboek waarin de regels van het kameralisme systematisch worden behandeld; de vermeerderde editie van 1745 bestaat uit twee delen. Het behandelt een breed scala van economische, financiële, juridische en bestuurlijke aspecten van het platteland en de steden. Het beschrijft ook wat nodig is op het gebied van onderwijs, volksgezondheid, voedsel en van deugdzaam burgerschap. De leer van het kameralisme had behalve in de Duitse vorstendommen en Oostenrijk ook veel invloed in Zweden, Denemarken, Rusland en Portugal.
Vaak is het kameralisme de Duitse variant genoemd van het mercantilisme. De kameralistische handboeken zoals dat van Dithmar tonen echter aan dat het kameralisme meer is dan alleen een economische theorie en praktijk. Het is nauw verwant aan de Polizeiwissenschaft die in dezelfde tijd in Duitsland werd ontwikkeld en in praktijk gebracht. Deze wetenschap, eveneens een product van de Duitse Verlichting, richtte zich op de juiste, ‘rationele’ inrichting van de maatschappij, onder andere door middel van logische, rationele en systematische wet- en regelgeving (ook dit ter verbetering van ondoordachte wetgeving van een ondeskundige heerser). Dat de Kameralwissenschaft en de Polizeiwissenschaft elkaar raken en deels overlappen, blijkt behalve uit het werk van Dithmar ook uit het invloedrijke leerboek dat Johann Heinrich Gottlob von Justi in 1760-1761 publiceerde. Het accent van de Kameralwissenschaft lag echter vooral op de economische en financiële kanten van het rationele, 'verlichte' bestuur. Daardoor hoort deze Duitse tak van wetenschap, naast het werk van Britse en Franse denkers over de economie, bij de eerste fase van de economische wetenschap.

## Kameralisme in Nederland
De invloed van het kameralisme in Nederland is gesignaleerd in het werk van Adriaan Kluit (1735-1806), hoogleraar in Leiden. De historicus en econoom ('staathuishoudkundige') mr Otto van Rees (1825-1868) wees erop dat Kluit een bewonderaar van Von Justi's werk was. Kluit was op het gebied van de staathuishoudkunde als publicist actief, en invloedrijk bij het onderwijs in de staathuishoudkunde en statistiek aan de Nederlandse universiteiten. Ook gaf hij in 1789-1790 les aan Willem Frederik, de latere koning Willem I. De sterke banden die koning Willem I met Pruisen had en zijn bestuurservaringen met het vorstendom Oranje-Nassau-Fulda zullen hem ook vertrouwd hebben gemaakt met de in Duitsland gebruikelijke kameralistische bestuurspraktijk. Troonredes van de koning, zoals die van 1826 en 1828, laten zien dat hij de Staten-Generaal kameralistische ideaalbeelden voorlas. Na zijn vertrek in 1840 en vooral na de politieke revolutie van 1848 verdween dit denken uit het Nederlandse regeringsbeleid, dat in de jaren na 1814 in financieel-economisch opzicht geen succes was geweest. De 18de-eeuwse Duitse regeerstijl van Willem I werd vervangen door de principes zoals door Adam Smith voorgesteld, over economische vrijheid en een rijksoverheid die daarbij zo weinig mogelijk ingrijpt.